# دیانا بایوا
دیانا بایوا (اوکراینی: Діана Баєва؛ زادهٔ ۹ اوت ۲۰۰۴) ژیمناست ریتمیک اهل اوکراین است.